# Renata Burgos
Renata de Oliveira Burgos (nascida em 3 de janeiro de 1982, em Jaú, no interior do estado de São Paulo) é uma nadadora brasileira. Ela representou o Brasil no revezamento 4x100 metros livre feminino nos Jogos Olímpicos de Verão de 2004, em Atenas, na Grécia, terminando em 12a colocação e quebrando o recorde sul-americano com o tempo de 3m45s38. Atualmente, mora em Ribeirão Preto.
Participando do Campeonato Pan-Pacífico de Natação de 2006, em Victoria, no Canadá, Renata terminou em 10º lugar nos 50 metros livre, 40º nos 100 metros livre, e 45º nos 200 metros livre.

## Suspensão por Dopping
Renata testou positivo para a substância Estanozolol e recebeu uma suspensão de dois anos pela Confederação Brasileira de Natação, a partir de 14 de dezembro de 2006. Ela havia sido confirmada no Campeonato Mundial de Esportes Aquáticos de 2007 e participaria dos Jogos Pan-Americanos de 2007. Renata foi pega após uma prova realizada durante o Campeonato Brasileiro, em dezembro de 2006, quando conquistou a medalha de ouro nos 50 metros livres com o melhor tempo de sua carreira: 25s56.

## Retorno
Renata voltou a nadar em 2009. Em 2011, participaria do momento de decisão para a vaga para os Jogos Pan-Americanos de 2011 e o Campeonato Mundial de Esportes Aquáticos de 2011, porém, contraiu dengue e não conseguiu vaga nessas competições.